# Três Nações 2005
O Três Nações 2005 foi a X edição do Torneio, a competição esportiva internacional anual de rugby entre a Austrália (Wallabies), Nova Zelândia (All Blacks) e a África do Sul (Springboks).
O torneio foi disputado entre os dias 30 de Julho e 3 de Setembro.
Os times se enfrantaram em jogos de ida e volta, vencedora foi a seleção neozelandesa os All Blacks (6º título), ganhando a Copa Bledisloe (contra a Austrália).

## Jogos
| 30 de Julho de 2005 |         |           |                                   |
| África do Sul       | 22 - 16 | Austrália | Loftus Versfeld Stadium, Pretória |
|                     |         |           | Loftus Versfeld Stadium, Pretória |

| 7 de Agosto de 2005 |         |               |                                  |
| África do Sul       | 22 - 16 | Nova Zelândia | Newlands Stadium, Cidade do Cabo |
|                     |         |               | Newlands Stadium, Cidade do Cabo |

| 13 de Agosto de 2005 |         |               |                         |
| Austrália            | 13 - 30 | Nova Zelândia | Telstra Stadium, Sydney |
|                      |         |               | Telstra Stadium, Sydney |

| 20 de Agosto de 2005 |         |               |                     |
| Austrália            | 19 - 22 | África do Sul | Subiaco Oval, Perth |
|                      |         |               | Subiaco Oval, Perth |

| 27 de Agosto de 2005 |         |               |                     |
| Nova Zelândia        | 31 - 27 | África do Sul | Carisbrook, Dunedin |
|                      |         |               | Carisbrook, Dunedin |

| 3 de Setembro de 2005 |         |           |                     |
| Nova Zelândia         | 34 - 24 | Austrália | Eden Park, Auckland |
|                       |         |           | Eden Park, Auckland |

## Classificação
| Seleção       | Vitórias | Empates | Derrotas | Pontos a favor | Pontos contra | Pontos +/- | Bonus | Pontos |
| ------------- | -------- | ------- | -------- | -------------- | ------------- | ---------- | ----- | ------ |
| Nova Zelândia | 3        | 0       | 1        | 111            | 86            | +25        | 3     | 15     |
| África do Sul | 3        | 0       | 1        | 93             | 82            | +11        | 1     | 13     |
| Austrália     | 0        | 0       | 4        | 72             | 108           | -36        | 3     | 3      |

Pontuação: Vitória=4, Empate=2, Derrota=0, Bônus para equipe que fizer 4 ou mais tries = + 1, Bônus para equipe que perder por 7 pontos ou menos = + 1.

## Campeã
| Três Nações 2005                              |
| --------------------------------------------- |
| Nova Zelândia (All Blacks) Campeã (6º título) |